# Physikus (Computerspiel)
Physikus ist ein Point-and-Click-Adventure und digitales Lernspiel für Physik des deutschen Entwicklerstudios Ruske & Pühretmaier aus dem Jahr 1999. Es erschien beim Heureka-Klett-Softwareverlag und ist nach Opera Fatal der zweite Teil der Lernadventure-Reihe Heureka Classics. Eine Fortsetzung mit dem Titel Physicus – Die Rückkehr wurde 2003 veröffentlicht.

## Handlung
Von einer langen Reise aus dem All zurückkehrt, empfängt der Spieler den Hilferuf eines Professors: Ein Meteorit ist in den kleinen Heimatplaneten eingeschlagen und brachte die Rotation zum Erliegen, wodurch die eine Hemisphäre unerträglich heiß und die andere unerträglich kalt wurde – nur eine Impulsmaschine kann den Planeten wieder in Schwung bringen. Der Spieler hat die Aufgabe, mit Hilfe der Aufzeichnungen des Professors die Maschine fertigzustellen und so den Planeten zu retten.

## Spielablauf
Der Spieler bewegt sich durch mehrere Level und muss verschiedene Orte untersuchen, Gegenstände einsammeln und an anderen Orten verwenden und physikalische Rätsel lösen, um im Spiel voranzukommen. Die dazu benötigten Kenntnisse lassen sich im Lernteil des Spiels aneignen.
Die Lerninhalte decken die folgenden Bereiche der Physik ab: Optik, Mechanik, Akustik, Elektrizitätslehre und Wärmelehre.

## Entwicklung und Veröffentlichung
Die Musik vom Vorspann und Abspann des Spiels wurde von Achim Treu und André Abshagen komponiert. Die Soundtracks von Physikus bilden zu den Soundtracks der Spiele von der Firma Dreamcatcher Interactive eine große Schnittmenge. Beispielsweise stimmt der Soundtrack vom Obergeschoss der Schmiede von Physikus mit dem Soundtrack der Wüste und der Tropfsteinhöhle vom Spiel The Crystal Key überein. Für die Produktion der Soundtracks von Physikus diente auch das ebenso vom Heureka-Klett-Verlag veröffentlichte Spiel Opera Fatal als Vorlage. Denn der Soundtrack vom Eingangsbereich des Schiffes von Physikus stimmt mit dem Soundtrack des Übergangs von Orchestergraben und Kellerflur im Spiel Opera Fatal überein. Die meisten Soundtracks von Räumen im Spiel Physikus erklingen nur beim Betreten der Räume, während zum Beispiel derjenige vom Wohnhaus hinter der Schmiede durchgehend weiter läuft. Der Soundtrack vom Untergeschoss der Schmiede stimmt mit dem Soundtrack vom Diebeshaus überein.
Im angloamerikanischen Raum erschien das Spiel unter dem Titel Physicus: Save the World with Science!.
Im Jahr 2005 verkaufte Heureka-Klett die Rechte am Spiel an den Publisher Braingame, der 2004 aus der Umbenennung von Ruske & Pühretmaier hervorgegangen war. Dort erschien 2006 eine technisch aktualisierte Neuauflage von Physikus mit dem Untertitel „Das Abenteuerspiel aus der Welt der Physik“. Die Stimme des Professors wurde in der deutschen Ausgabe von Christian Brückner gesprochen. Der Lernteil wurde mitsamt dem pädagogischen Inhalt von Hannelore Gloger und Klaus Günter Schröder entworfen und von Rainer Maria Ehrhardt gesprochen.
In der neueren Version von Physikus wurden die einzusammelnden Gegenstände abgeändert. Die hinzugekommenen Gegenstände sind der Stabmagnet und die goldene Kugel. Ein Gewichtstück, der Hammer und die Metallstange wurden an andere Orte des Spiels verlegt. Auch der Raum hinter der Kapelle ist nur in der neueren Version zugänglich.
Auf der Website des Verlags wurde das kostenlose Minispiel Physikus DriveIn bereitgestellt, bei dem die besten Spieler ein Adventure-Spiel des Entwicklerstudios gewinnen konnten. Im Dezember 2011 erschien mit Physikus HD² ein Sequel für iOS mit Förderung durch die Bayerische Staatskanzlei. Die App wurde von der Reality Twist GmbH entwickelt und von Braingame Publishing vertrieben.

### Nachfolger
Im Oktober 2003 erschien mit Physicus – Die Rückkehr ein Nachfolger zu Physikus.

## Rezeption
Zum Zeitpunkt der Veröffentlichung hielt der Medienexperte Thomas Feibel das Adventurespiel Physikus für „den international bedeutsamsten Titel des Genres.“ Auf seiner Website lobt er besonders den Lernteil des Spiels, der Tiefgang habe und mit anschaulichen Animationen aufwarte. Auch die Medienpädagogin Bettina Weigelt bezeichnet die verschiedenen Lernbereiche als „sehr übersichtlich gestaltet“.
Physikus wurde in der Schweiz auch im Unterricht eingesetzt. Dafür hat die Zentralstelle für Lehrerinnen- und Lehrerfortbildung des Kantons Bern eine umfangreiche Anleitung bereitgestellt.

### Auszeichnungen
- 1999: Pädi (Pädagogischer Interaktiv-Preis) – Gütesiegel[13]
- 2000: Softwarepreis GIGA-Maus – Auszeichnung in der Kategorie Jugendliche lernen[14]
- 2000: Comenius-Award – Comenius-Siegel[15]